# Gotland (tidning)
Gotland var en tidning på Gotland utgiven 16 mars 1886 till 27 december 1899. Första numret den 16 mars var ett provnummer. Reguljärt började tidningen komma ut 15 september 1886.
Tidningen utgjorde onsdagens nummer av Gotlands Allehanda 15 september 1886 -1889.
Utgivningsbevis utfärdades för redaktör Johan Josef Ossian Jeurling 19 februari 1886 och sedan för  litteratören Anders Patrik August Weström 7 februari 1899  hvilka voro dess redaktörer. Tidningen utgjorde en veckoupplaga av Gotlands Allehanda och hade samma redaktion som denna.
Tryckt i Gotlands Allehandas tryckeri med antikva som typsnitt. Gavs ut en gång i veckan, onsdagar och sedan måndagar. från 1890. Tidningens 4 sidor var i folio med 7 spalter 51x44,5 cm omväxlande med 5 spalter 45,5 x 31,5. Priset var 50 öre 1886 från 15 september, och sedan 1 krona och 20 öre.